# Ведьмы (фильм, 1967)
«Ведьмы» (итал. Le streghe, фр. Les sorcières) — итальянско-французский сборник из пяти новелл, снятых режиссёрами Лукино Висконти, Мауро Болоньини, Пьером Паоло Пазолини, Франко Росси и Витторио Де Сика. Премьера фильма состоялась 22 февраля 1967 года.

## Сюжет
Пять короткометражных новелл, показывающих разных женщин и тех, кому приходится приспосабливаться к ним.

### Ведьма, сожжённая заживо (итал.La strega bruciata viva)
Известная актриса скрывается от общественности на лыжном курорте. Вскоре она узнает о своей беременности.

#### В ролях
- Сильвана Мангано — Глория
- Анни Жирардо — Валерия
- Франсиско Рабаль — муж Валерии
- Массимо Джиротти — спортсмен
- Вероник Венделл — молоденькая девушка
- Эльза Альбани — сплетница
- Клара Каламаи — бывшая актриса
- Марилу Толо — официантка
- Нора Риччи — секретарь Глории
- Дино Меле — официант
- Хельмут Бергер — юноша из отеля
- Бруно Филиппини — певец
- Лесли Френч — промышленник

#### Создатели
- Режиссёр: Лукино Висконти
- Сценаристы: Джузеппе Патрони Гриффи, Чезаре Дзаваттини

### Чувство гражданского долга (итал.Senso civico)
Женщина, спешащая по своим делам, вынуждена отвезти в больницу раненого мужчину.

#### В ролях
- Сильвана Мангано — спешащая женщина
- Альберто Сорди — Элио Фероччи

#### Создатели
- Режиссёр: Мауро Болоньини
- Сценаристы: Мауро Болоньини, Агеноре Инкроччи, Фурио Скарпелли, Бернардино Дзаппони

### Земля, увиденная с Луны (итал.La Terra vista dalla Luna)
Отец и сын ищут себе жену и мать.

#### В ролях
- Сильвана Мангано — Ассурдина Каи
- Тото — Чьянчикато Мьяо
- Нинетто Даволи — Бачью Мьяо
- Лаура Бетти — туристка
- Луиджи Леони — турист
- Марио Киприани — священник (нет в титрах)

#### Создатели
Автор сценария и режиссёр: Пьер Паоло Пазолини

### Сицилианка (итал.La siciliana)
Отец мстит за поруганную честь дочери.

#### В ролях
- Сильвана Мангано — Нунция

#### Создатели
- Режиссёр: Франко Росси
- Сценаристы: Франко Росси, Роберто Джанвити, Луиджи Маньи

### Самый обычный вечер (итал.Una sera come le altre)
Чтобы избавиться от скучного мужа, женщина сбегает в выдуманный мир.

#### В ролях
- Сильвана Мангано — Джованна
- Клинт Иствуд — Карло
- Валентино Макки — мужчина на стадионе
- Корина Фонтейн
- Армандо Боттин
- Джанни Гори — Дьяволик
- Паоло Гозлино — Мандрейк
- Франко Моруцци
- Анджело Санти — Флэш Гордон
- Пьетро Торризи — Бэтмен

#### Создатели
- Режиссёр: Витторио Де Сика
- Сценаристы: Фабио Карпи, Чезаре Дзаваттини, Энцо Муции

## Съёмочная группа
- Оператор: Джузеппе Ротунно
- Продюсер: Дино Де Лаурентис
- Художники-постановщики: Марио Гарбулья, Пьеро Полетто
- Композиторы: Эннио Морриконе, Пьеро Пиччони
- Художник по костюмам: Пьеро Тоси
- Монтажёры: Нино Барагли, Адриана Новелли, Марио Серандреи, Джорджио Сералонга

За роль в фильме продюсер Дино Де Лаурентис предложил Клинту Иствуду на выбор 25000 долларов наличными или 20000 долларов и новейший автомобиль марки Ferrari. Актёр выбрал второе.

## Награды
- 1967 — Премия «Давид ди Донателло» за лучшую женскую роль — Сильвана Мангано.[2]
- 1967 — Премия «Golden Goblets» (Италия) лучшей актрисе — Сильвана Мангано.[3]